# Saint-Samson (Mayenne)
Saint-Samson ist ein Ort und eine Commune déléguée in der französischen Gemeinde Pré-en-Pail-Saint-Samson mit 418 Einwohnern (Stand: 1. Januar 2022) im Département Mayenne in der Region Pays de la Loire.
Mit Wirkung vom 1. Januar 2016 wurde Saint-Samson mit Pré-en-Pail zur Commune nouvelle Pré-en-Pail-Saint-Samson zusammengelegt. Die ehemaligen Gemeinden haben in der neuen Gemeinde den Status einer Commune déléguée.
Nachbarorte sind Lignières-Orgères im Norden, Ciral im Nordosten, Lalacelle im Südosten, Pré-en-Pail im Süden und Saint-Calais-du-Désert im Westen.

## Bevölkerungsentwicklung
| Jahr      | 1962 | 1968 | 1975 | 1982 | 1990 | 1999 | 2008 | 2015 |
| --------- | ---- | ---- | ---- | ---- | ---- | ---- | ---- | ---- |
| Einwohner | 473  | 418  | 377  | 342  | 388  | 334  | 424  | 440  |